# Cyrtopeltis kahakai
Cyrtopeltis kahakai är en insektsart som beskrevs av Asquith 1993. Cyrtopeltis kahakai ingår i släktet Cyrtopeltis och familjen ängsskinnbaggar. Inga underarter finns listade i Catalogue of Life.